# U-66

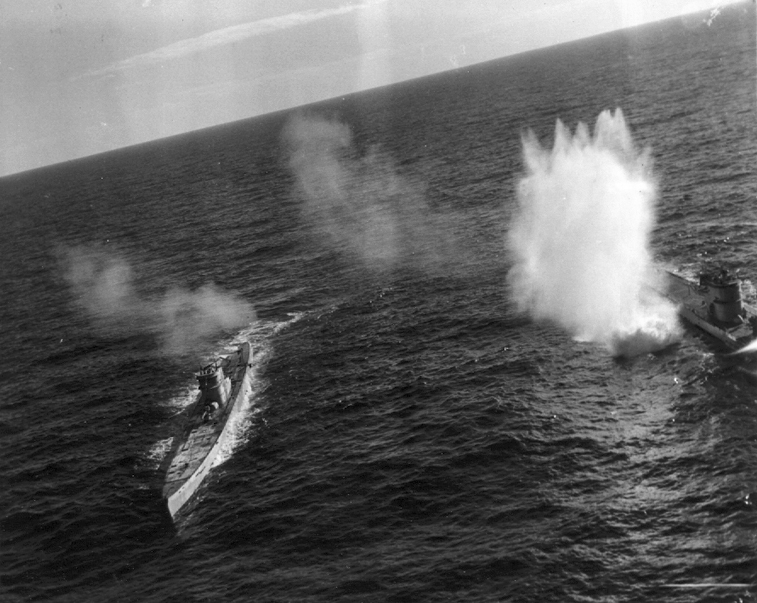
Imagem do U-bot

O submarino alemão U-66 foi um submarino Tipo IXC da Kriegsmarine da Alemanha nazista durante a Segunda Guerra Mundial. O submarino foi lançado em 20 de março de 1940 no estaleiro AG Weser em Bremen, lançado em 10 de outubro e comissionado em 2 de janeiro de 1941 sob o comando do Kapitänleutnant Richard Zapp como parte da 2ª Flotilha de submarinos.